# شقایقیان
شقایقیان یا کوکناریان (Papaveraceae) (براساس فرهنگستان زبان) یا براساس برخی منابع تیره خشخاش، خشخاشیانیکی از تیره‌های گیاهی است.
تیره‌ای از آلاله‌سانان شیرابه‌دار اغلب علفی و گاهی درختچه‌ای یا درختی کوتاه با حدود ۲۳ سرده و ۲۰۰ گونه و پراکنش جهانی و برگ‌های ساده و لَپ‌دار یا بریده شانه‌ای (pinnatifid) با دُمبرگ و بدون غلاف که آرایش‌شان متناوب یا چرخه‌ای است.
شقایقیان گیاهان علفی، برگ‌ها متناوب، بدون گوشوارک، دارای شیرآبه الکالوییدی، گل‌ها نسبتاً بزرگ و دو جنسی، گل آذین شکل‌های مختلفی دارد. عمدتاً دو به ندرت سه تا چهار تا کاسبرگ دارند و کاسبرگ‌ریزان است.
تعداد زیادی پرچم دارند، تخمدان زبرین، میوه کپسول یا خورجین است.
کلاله به شکل‌های مختلف است. اختلاف جنس‌های این خانواده در نوع میوه، شکل کلاله و رنگ گل است.

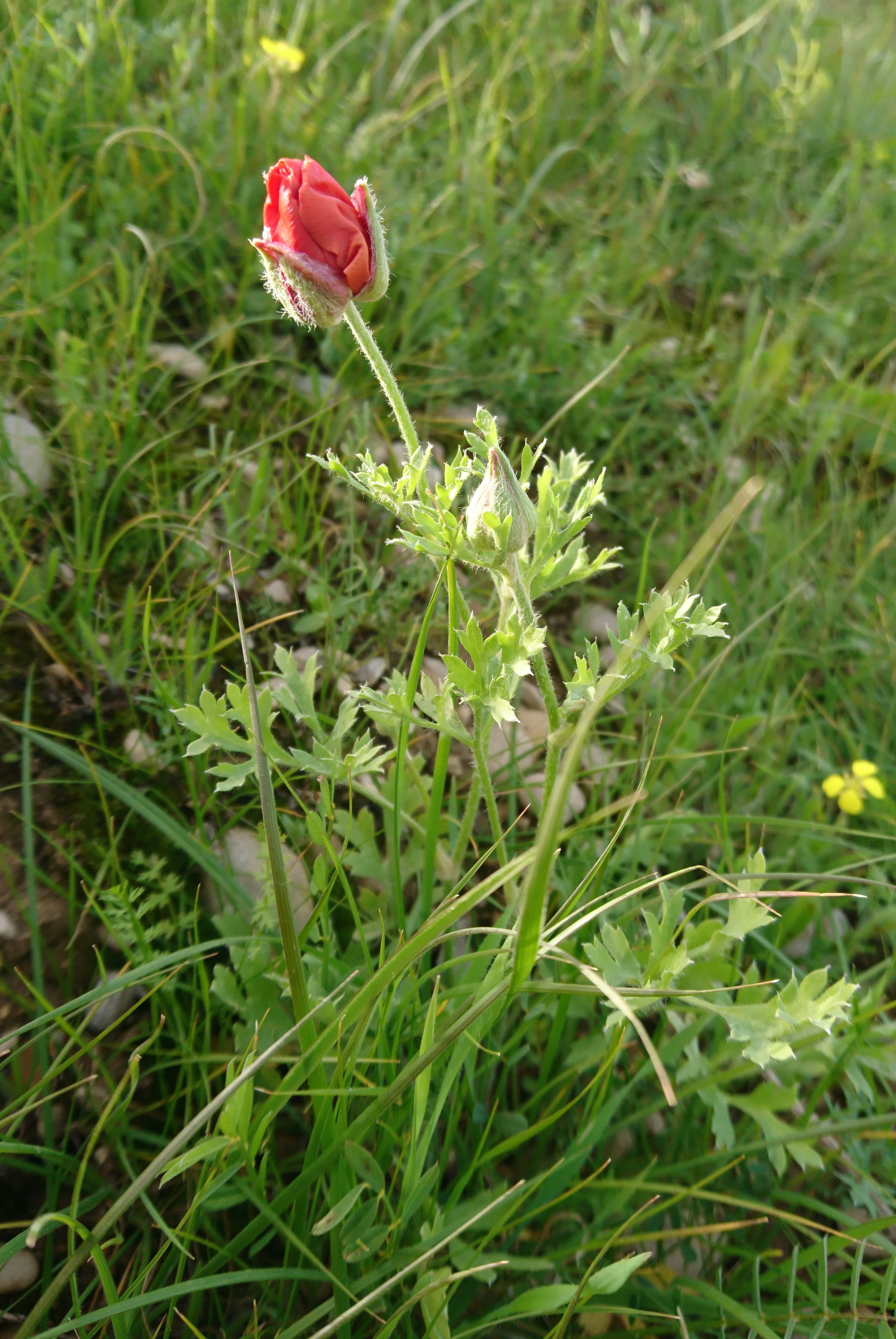
غنچه شقایق خودرو بهبهان

سرده‌های این تیره عبارتند از:
- Papaver
- Roemeria
- Glaucium
- Chelidonium